# لودفيغ بريس
لودفيغ بريس (بالألمانية: Ludwig Preis)‏ هو لاعب كرة قدم ألماني، ولد في 11 نوفمبر 1971 في باساو في ألمانيا، وتوفي بنفس المكان في 27 مايو 2017. لعب مع غرويتر فورت.

## وصلات خارجية
- لودفيغ بريس على موقع قاعدة بيانات كرة القدم.إي يو (الإنجليزية)
- لودفيغ بريس على موقع بيانات كرة القدم. دي إي (الألمانية)
- لودفيغ بريس على موقع عالم كرة القدم.نت (الإنجليزية)